# Bray (Familienname)
Bray ist ein englischer Familienname.

## Namensträger
- Adalbert Freiherr von Poschinger-Bray (1912–2001), deutscher Unternehmer
- Alan Bray (1948–2001), britischer Historiker
- Alan Bray (* 1929), britischer Sportschütze
- Alastair Bray (* 1993), australischer Fußballspieler
- Alex Bray (* 1995), walisischer Fußballspieler
- Angie Bray (* 1953), britische Politikerin
- Anna Eliza Bray (1790–1883), englische Schriftstellerin
- Bernard Bray (1925–2010), französischer Romanist und Literaturwissenschaftler
- Bob Bray (1919–2006), US-amerikanischer Wasserballspieler
- Camilla Bray, Filmproduzentin
- Deanne Bray (* 1971), US-amerikanische Schauspielerin
- Dirck de Bray (um 1635–1694), niederländischer Maler des Goldenen Zeitalters
- Franz Gabriel von Bray (1765–1832), französischer Diplomat
- Geoff Bray (* 1951), britischer Fußballspieler
- George Bray (1918–2002), englischer Fußballspieler
- Gillian Bray (* 1947), englische Schauspielerin
- Guido von Bray (1522–1567), niederländischer Reformator
- Guillaume de Bray († 1282), französischer Mathematiker und Kardinal
- Hippolyt von Bray-Steinburg (1842–1913), deutscher Diplomat
- Hubert Bray, US-amerikanischer Mathematiker und Physiker
- Ian Bray (* 1962), walisischer Fußballspieler
- Jackie Bray (John Bray; 1909–1982), englischer Fußballspieler und -trainer
- Jan de Bray (1627–1697), niederländischer Maler
- Jeremy Bray (1930–2002), britischer Politiker
- John Bray (Leichtathlet) (1875–1945), US-amerikanischer Leichtathlet
- John Bray (Fußballspieler) (1937–1992), englischer Fußballspieler
- John Bray (Boxer) (* 1970), US-amerikanischer Boxer
- John Cox Bray (1842–1894), australischer Politiker
- John Randolph Bray (1879–1978), US-amerikanischer Zeichentrickfilmer
- Jonathan Bray (Schauspieler) (* 1969), US-amerikanischer Schauspieler und Produzent
- Jonathan D. Bray (* vor 1981), US-amerikanischer Ingenieur für Geotechnik
- José Bray (* 1964), französischer Fußballspieler
- Joseph de Bray († 1664), holländischer Maler und Zeichner
- Juliane Bray (* 1975), neuseeländische Snowboarderin
- Lachlan Bray (* 1999), australischer Volleyballspieler
- Libba Bray (* 1964), US-amerikanische Autorin
- M. William Bray (1889–1961), US-amerikanischer Jurist und Politiker
- Marthe Bray (1884–1949), französische Feministin
- Massimo Bray (* 1959), italienischer Politiker
- Otto von Bray-Steinburg (1807–1899), deutscher Politiker
- Phyllis Bray (1911–1991), britische Malerin, Grafikerin und Illustratorin
- Ray Bray (1917–1993), US-amerikanischer American-Football-Spieler
- Reginald Bray (1440–1503), englischer Adliger und Politiker
- René Bray (1896–1954), französischer Romanist und Literaturwissenschaftler
- Robert Bray (1908–1983), britischer General
- Robert Bray (Schauspieler) (1917–1983), US-amerikanischer Schauspieler
- Russ Bray (* 1957), englischer Dart-Schiedsrichter
- Salomon de Bray (1597–1664), niederländischer Maler
- Sarah Bray (* 1966), luxemburgische Sängerin
- Sophie Bray (* 1990), britische Hockeyspielerin
- Stephen Bray (* 1956), US-amerikanischer Songwriter, Schlagzeuger und Musikproduzent
- T. J. Bray (* 1992), US-amerikanischer Basketballspieler
- Thom Bray (Thomas Edward Bray; * 1954), US-amerikanischer Schauspieler
- Thomas Bray (Theologe) (1658–1730), britischer Theologe und Pädagoge
- Thomas Bray (Bischof) (1759–1820), irischer Geistlicher, Erzbischof von Cashel
- Tim Bray (* 1955), kanadischer Unternehmer und Softwareentwickler
- Trent Bray (* 1973), neuseeländischer Schwimmer
- W. Reginald Bray (Willie Reginald Bray; 1879–1939), englischer Exzentriker und Autogrammsammler
- Wayne Bray (* 1964), englischer Fußballspieler
- William Bray, englischer Fußballspieler
- William C. Bray (1879–1946), US-amerikanischer Chemiker
- William G. Bray (1903–1979), US-amerikanischer Politiker
- William L. Bray (1865–1953), nordamerikanischer Botaniker